# 561
Évszázadok: 5. század – 6. század – 7. század
Évtizedek: 510-es évek – 520-as évek – 530-as évek – 540-es évek – 550-es évek – 560-as évek – 570-es évek – 580-as évek – 590-es évek – 600-as évek – 610-es évek
Évek: 556 – 557 – 558 – 559 –  560 – 561 – 562 – 563 – 564 – 565 – 566

## Események

### Európa
- A hispániai Szvéb Királyság az arianizmus helyett elkötelezi magát az ortodoxia mellett. Ariamir király összehívja az első bragai zsinatot, ahol elítélik a priscilliánus eretnekséget.
- Meghal I. Pelagius pápa. Utóda Catelinus, aki a III. Ioannes nevet veszi fel.[1]
- I. Clothar frank király legyőzi az ellene fellázadó és Bretagne-ba menekülő fiát, Chramot. Chramot családjával együtt megfojtják és egy fakunyhóba rakva elégetik a testüket. Az év végén - állítólag a lelkifurdalástól - a 64 éves Clothar is meghal. A két évvel korábban újraegyesített Frank Birodalmat ismét szétosztják négy fia között: I. Charibert Párizsból, Guntram Orléansból, I. Sigebert Reimsből, I. Chilperic Soissonsból uralja országrészét.

### Kína
- Az Északi Csi dinasztia császára, Hsziaocsao meggyilkoltatja unokaöccsét, Kao Jint (aki Fej néven az előző évig császár volt, de Hsziaocsao megbuktatta). Az év végén Hsziaocsao vadászat közben leesik a lováról és olyan súlyos sérüléseket szenved, hogy hamarosan meghal. Végakaratában öccsét, Kao Csant jelöli meg utódjaként, aki a Vucseng uralkodói nevet veszi fel.

## Halálozások
- március 3. – I. Pelagius, római pápa[1]
- november 29. – I. Clothar, frank király
- Csi Fej-ti, az Északi Csi császára
- Csi Hsziaocsao-ti, az Északi Csi császára

## Fordítás
- Ez a szócikk részben vagy egészben  a(z)   561 című angol Wikipédia-szócikk ezen változatának fordításán alapul.  Az eredeti cikk szerkesztőit annak laptörténete sorolja fel. Ez a jelzés csupán a megfogalmazás eredetét és a szerzői jogokat jelzi, nem szolgál a cikkben szereplő információk forrásmegjelöléseként.